# ウッドラークプレート

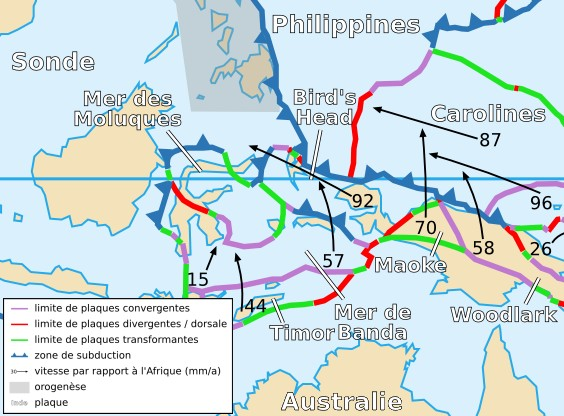
ウッドラークプレート (右端のWoodlark) の部分

ウッドラークプレート(英語: Woodlark Plate)は、ニューギニア島にある小規模な構造プレートで、同島の東半分がプレート上にある。カロライナプレートが北側の境界で同プレートの沈み込んでいる一方で、マウケプレートが西側で収束し、オーストラリアプレートが南側で収束している。
東側は定義できない圧縮帯で、隣接したソロモン海プレートとの境界となっているトランスフォーム断層の可能性がある。